# Pa (Burkina Faso)
Pour les articles homonymes, voir Pa.
Ne doit pas être confondu avec Pâ (Burkina Faso).
Paest une localité située dans le département de Nouna de la province du Kossi dans la région de la Boucle du Mouhoun au Burkina Faso.

## Santé et éducation
Les centres de soins les plus proches de Pa sont le centre de santé et de promotion sociale (CSPS) et le centre médical avec antenne chirurgicale (CMA) de Nouna.
Le village possède une école primaire publique.